# Sälischulhaus (Schönenwerd)
Das Sälischulhaus ist ein Schulgebäude in Schönenwerd, Schweiz. Es steht mit seiner Turnhalle als Kulturgut von regionaler Bedeutung unter Denkmalschutz.

## Lage
Das Schulgebäude steht auf einem Eckgrundstück an der ansteigenden Schmiedengasse «22» und der abzweigenden Sälistrasse. Das benachbarte Wohnhaus Schmiedengasse «20» und das nordwestlich liegende Stiftsareal stehen ebenfalls unter Denkmalschutz. Die Turnhalle hat die Hausnummer «18», das Schulhaus von 1888, eine Primarschule, die «14». Gegenüber liegen Paul-Gugelmann-Museum in einem Ökonomiegebäude des Stifts und ein Hochstud-Bauernhaus mit der Nummer «41».

## Geschichte
Schulhaus und Turnhalle wurden 1909 im rasch wachsenden Schönenwerd im Heimatstil errichtet und am 18. Juli eingeweiht. Die Pläne lieferte das bekannte Architekturbüro Pfleghard und Haefeli. Im Zuge einer «Gesamtrestaurierung» erfolgte 1986 die Unterschutzstellung. Bis 1909 fand Turnunterricht im Keller des alten Schulhauses statt. Das Sälischulhaus war eine Bezirksschule mit Sekundar- und Oberschule, die von Schülern aus zwölf umliegenden Gemeinden besucht wurde – 2009 waren es noch sechs Gemeinden. Im Ersten Weltkrieg diente das Gebäude zeitweise als Lazarett.
Die Schule dient gegenwärtig der Oberstufe mit allen im Kanton Solothurn vorgesehenen Leistungsstufen (Stand: Januar 2023).

## Architektur und Denkmalschutz
Das dreiflügelige Gebäude ist im Schweizerischen Inventar der Kulturgüter von regionaler Bedeutung (Kategorie B) eingetragen.

## Belege
1. ↑  geo.so.ch: Auszug aus dem Protokoll des Regierungsrates des Kantons Solothurn. Nr. 3334 vom 11. November 1986. (PDF)
2. ↑  Zum 100-Jahr-Jubiläum des Sälischulhauses. In: Chrone-Zitig Schönenwerd. Nummer 31 (Juni 2009).  S. 14–29.
3. ↑  schoenenwerd.ch: Bildung in Schönenwerd. (abgerufen am 7. Februar 2023)
4. ↑  Kantonsliste A- und B-Objekte Kanton SO. Schweizerisches Kulturgüterschutzinventar mit Objekten von nationaler (A-Objekte) und regionaler (B-Objekte) Bedeutung. In: Bundesamt für Bevölkerungsschutz BABS – Fachbereich Kulturgüterschutz, 1. Januar 2024, S. 9,  abgerufen am 7. Februar 2023. (PDF; 303 kB, 9, Revision KGS-Inventar 2021 (Stand: 1. Januar 2023)).
5. ↑  KGS-Nr.: 11229

Koordinaten: 47° 22′ 15,9″ N, 8° 0′ 20″ O; CH1903: 642820 / 246849